# Langwedel (Nedersaksen)
Langwedel is een plaats in de Duitse deelstaat Nedersaksen, gelegen in het Landkreis Verden. Langwedel telt 14.488 inwoners.

## Plaatsen in de gemeente
De Einheitsgemeinde Flecken Langwedel bestaat uit de volgende delen (Ortschaften):
Ten zuiden van de A27, van west naar oost:
- Etelsen (incl. Cluvenhagen , Hagen-Grinden ,Giersberg en Steinberg) (23,874 km²)
- Daverden (13,005 km²), dat in feite de westelijke helft is van:
- Langwedel (incl. Langwedelermoor) (7,619 km²)

Ten noorden van de A27, van noordnoordwest naar zuidzuidoost:
- Haberloh (5,404 km²)
- Völkersen (17,716 km²)
- Holtebüttel (incl. Dahlbrügge, Nindorf, Schülingen ,boswachtershuis Overing en Förth) (8,492 km²)

## Ligging, verkeer, vervoer
Langwedel maakt deel uit van een min of meer aaneengesloten bebouwingsgebied, met daaromheen enige beboste rivierduinen, langs de noordoever van de Wezer. Dit strekt zich uit van Verden via Langwedel en Achim tot aan de stad Bremen. De drie noordelijkste dorpen echter liggen in een op de Nederlandse provincie Drenthe lijkend landschap met hoogveen en zandige heuvels met wat bos en heide.

### Wegverkeer
Ten noorden van de dorpskernen en van de spoorlijn Bremen-Verden loopt de Autobahn A27 Bremen-Hannover. Afrit 24b van deze snelweg verbindt hem met Langwedel. Daverden is, over een klein weggetje, met het aan de andere kant van de Wezer gelegen Intschede, gem. Blender, Samtgemeinde Thedinghausen door twee bruggen ( over de Wezer en over het Schleusenkanal) verbonden. Een secundaire weg loopt van Achim door de dorpskernen heen naar Dauelsen, gem. Verden.

### Openbaar vervoer

Lijnennetkaart Regio-S-Bahn Bremen/Niedersachsen
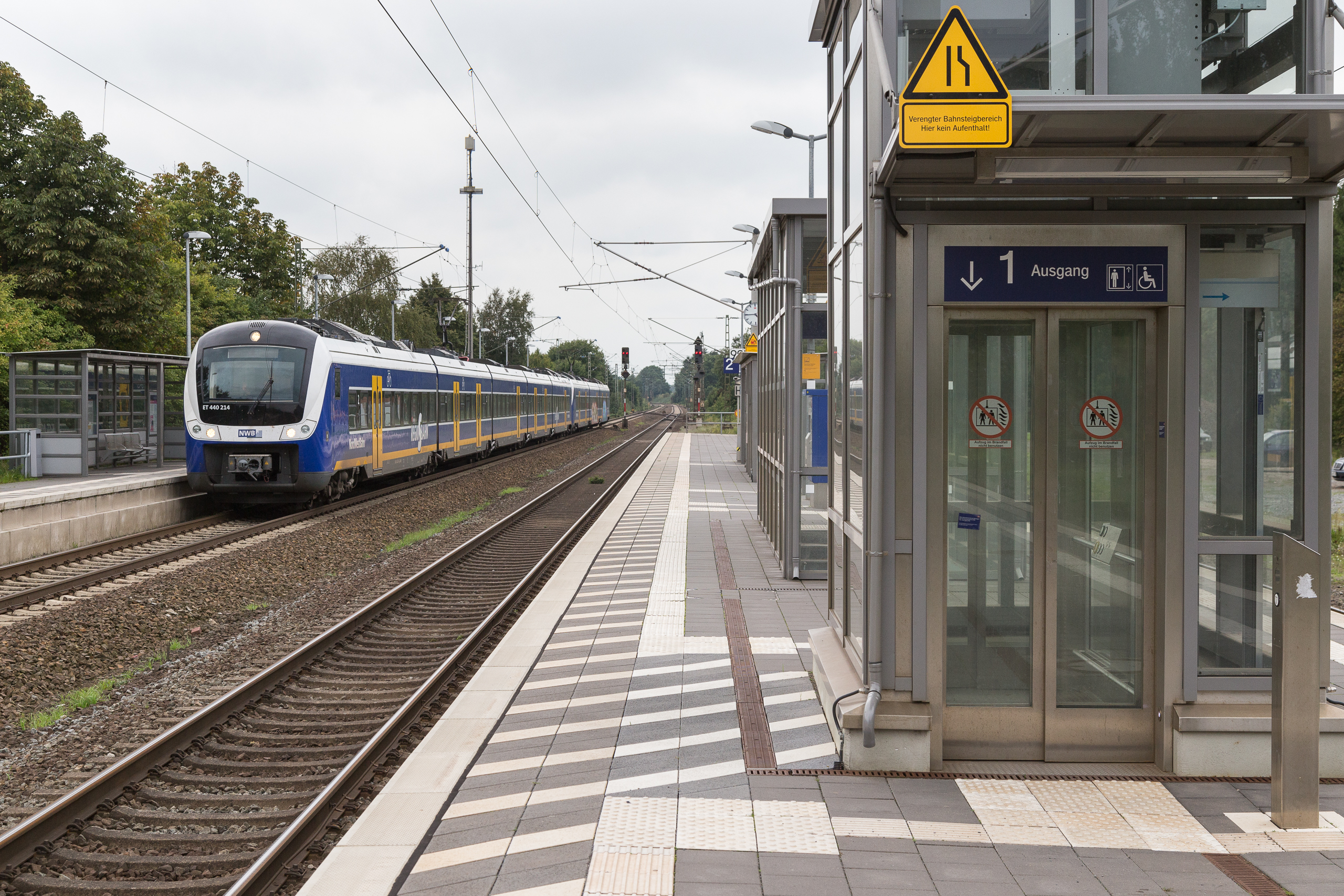
Station Etelsen
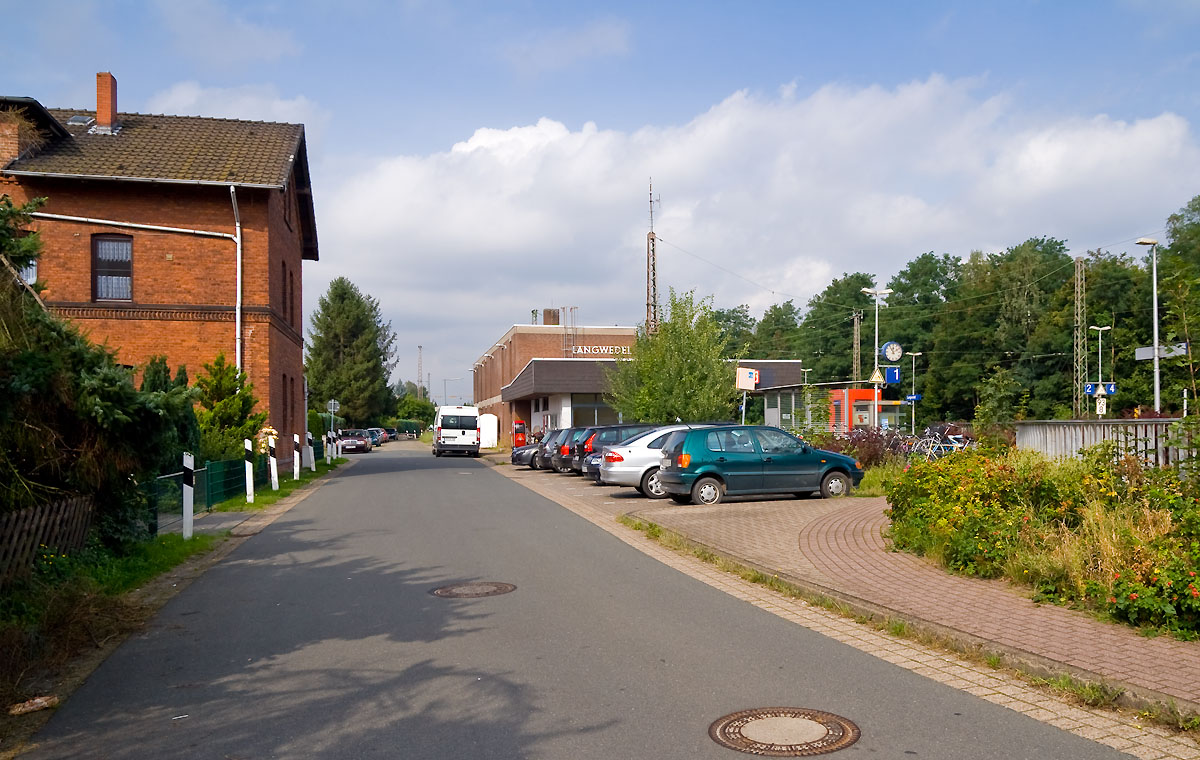
Station Langwedel

Langwedel heeft sinds 1847 een station aan de spoorlijn Bremen-Hannover. Sinds 1873 is Langwedel ook begin- en eindpunt van de Spoorlijn Uelzen - Langwedel.
Lijn RS 1 (zie lijnennetkaart hierboven) van de Regio-S-Bahn Bremen/Niedersachsen stopt zowel in Etelsen als in Langwedel.
De gemeente is door een, niet zeer frequente, buslijn verbonden met Achim en Verden. De in de gemeente liggende dorpen Hagen en Völkersen zijn incidenteel per bus bereikbaar (scholierenlijn, buurtbus).
Voor het fietstoerisme vaart 's zomers in de weekeinden een pontveer over de Wezer tussen Grinden ( een gehucht ten westen van Hagen) en Ahsen-Oetzen, Samtgemeinde Thedinghausen.

### Scheepvaart
De gemeente Langwedel ligt aan de noordoever van de Wezer. In deze rivier ligt een stuw tussen  Daverden en Intschede, gem. Blender, Samtgemeinde Thedinghausen. Bij deze stuw is een haven voor kleine plezierboten aanwezig. Ten noorden van de rivierbedding loopt het ongeveer 7 km lange Schleusenkanal. In dit kanaal, waardoorheen de scheepvaart drie meanders in de Wezer kan afsnijden, ligt een sluis. Bij de brug over dit Schleusenkanal (in het weggetje Daverden-Intschede) is een aanlegplaats voor toeristische rondvaartboten.

## Economie
De gemeente ligt gunstig nabij de stad Bremen en de A27. Er is aan de A27 dan ook een bedrijventerrein met vooral midden- en kleinbedrijf; de nadruk ligt op transport-, groothandels- en distributiebedrijven, en daarnaast metaal- en aannemersbedrijven e.d. van vooral lokale betekenis. Er is enig toerisme en in de noordelijke veengebieden nog landbouw. In de gemeente wonen tamelijk veel woonforensen, die een werkkring in de stad Bremen hebben.

## Geschiedenis
Langwedel ontstond waarschijnlijk rondom een op een heuvel (motte) gebouwd kasteel, dat in 1222 in opdracht van de toenmalige aartsbisschop van Bremen zou zijn gebouwd. Het dorp kreeg al spoedig marktrecht en verkreeg de status van vlek (Flecken). Het kasteel wisselde in de middeleeuwen enkele malen van bezitter. In de 19e eeuw zijn de laatste restanten ervan gesloopt. De motteheuvel was tot 1906 nog bekroond door een windmolen. Tegenwoordig zijn er alleen nog enige, met glas afgedekte, sporen van te zien op het terrein van het plaatselijke openluchtzwembad.
De dorpen in de gemeente hebben in het algemeen de lotgevallen gedeeld van het Prinsaartsbisdom Bremen, dat tijdens de reformatie in de 16e eeuw evangelisch-luthers werd,  en na de Dertigjarige Oorlog van 1648- 1675  en 1679- 1719 het door Zweden geregeerde Bremen-Verden, en van 1719-1803 het Keurvorstendom Brunswijk-Lüneburg. Na de Napoleontische tijd viel het van 1803-1866 aan het Koninkrijk Hannover ten deel en daarna van 1866-1871 aan het Koninkrijk Pruisen en van 1871-1919 aan  het Duitse Keizerrijk.

## Bezienswaardigheden, toerisme, natuurschoon
- De St. Sigismundkerk te Daverden is gedeeltelijk gotisch en dateert van kort voor 1200. In 1720 en 1901 werd de kerk ingrijpend uitgebreid en verbouwd. De kerk heeft een bezienswaardige altaargroep met een uitbeelding van o.a. het christelijke paasevangelie en allegorieën op Geloof, Hoop en Liefde.
- Kasteel Etelsen, in neo-renaissancestijl,  is in 1887 gebouwd op de plaats van een ouder gebouw. Tussen 1959 en 1978 diende het kasteel met het omliggende park enige jaren als dierentuin en casino. Daarna werd het onder monumentenzorg geplaatst en opgeknapt. Het is in gebruik bij de Landkreis Verden als school voor voortgezet economisch onderwijs, o.a. voor mensen, die in loondienst werken, maar zelfstandig ondernemer willen worden. Enkele vertrekken zijn in gebruik als tentoonstellingsruimte en trouwlocatie. Achter het kasteel staat een 15 meter hoog mausoleum in neogotische stijl, van een van de voorname families die het kasteel bewoond hebben.
- Het grote park van kasteel Etelsen is vrij toegankelijk. Op enkele plekken in het park heeft men een fraai uitzicht over de Wezer en haar uiterwaarden.
- Lange fietstochten maken is, mede omdat er geen lange, steile hellingen zijn, een geliefd vakantietijdverdrijf in de regio. De Weser-Radweg, die ook Langwedel aandoet,  is een populaire langeafstandsfietsroute langs de Wezer.
- In de gemeente bevinden zich enige wateren, die samen oorspronkelijk een 7,5 kilometer lange zijbeek van de Wezer vormden met de naam Alte Aller[3]. In de meeste delen hiervan, die zeer visrijk zijn, is voor houders van een Duitse visakte hengelen toegestaan. Het drassige oeverland rondom deze wateren is schilderachtig en vooral 's zomers geschikt voor wandelingen.
- Kanoën op de Wezer en de Alte Aller onder leiding van plaatselijke gidsen
- Rondvaarten op de Wezer

## Afbeeldingen

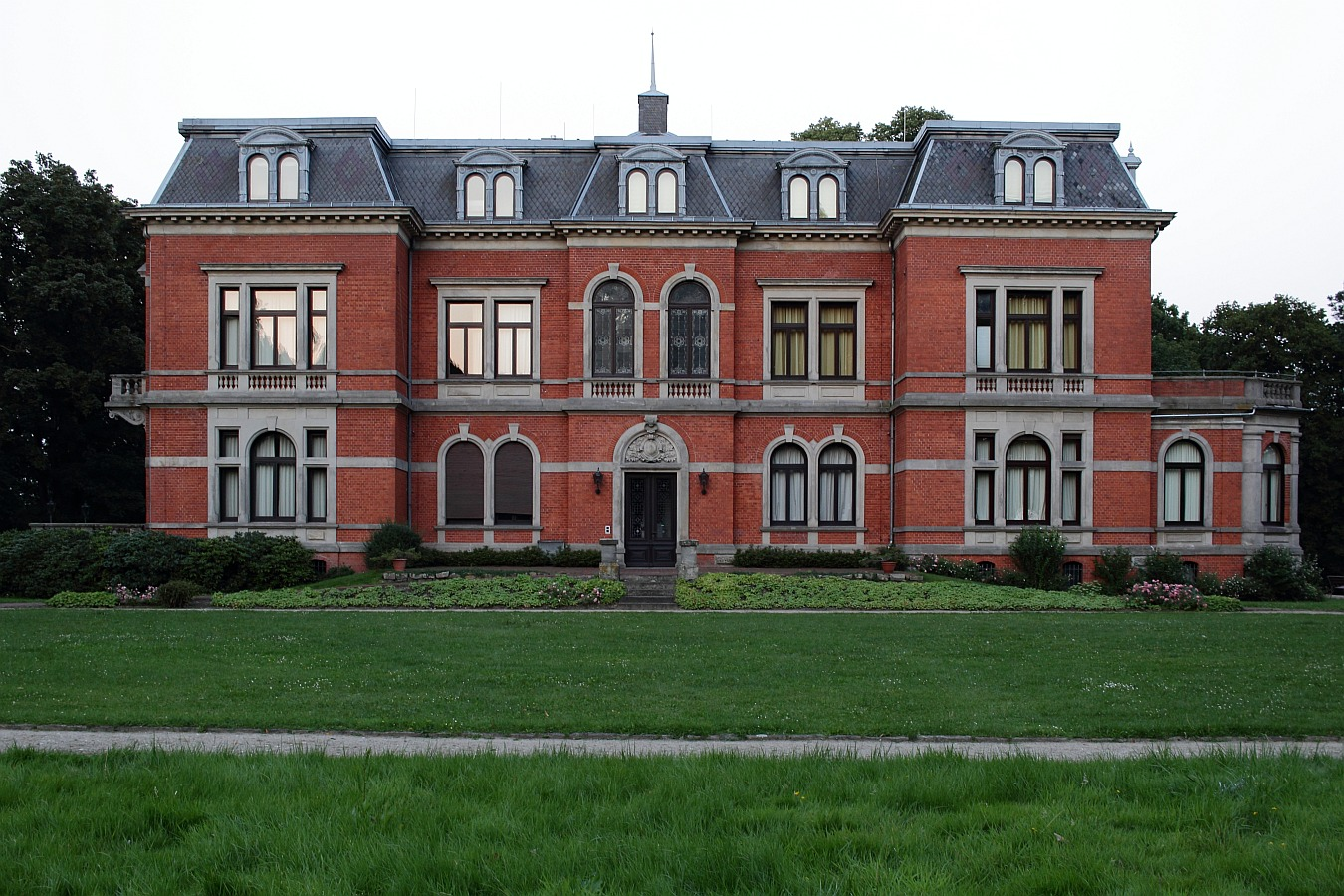
Kasteel Etelsen
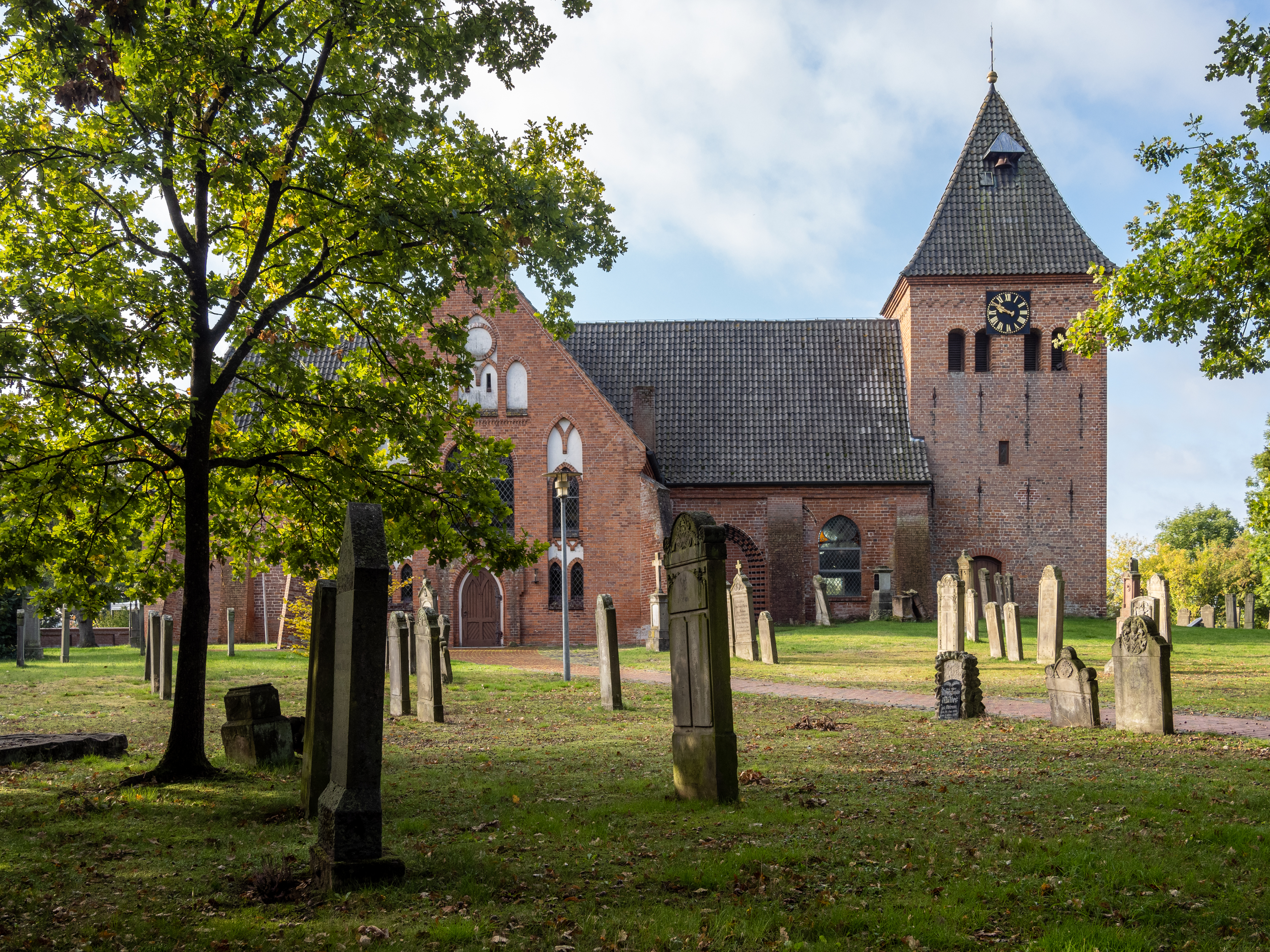
St. Sigismund-Kerk Daverden
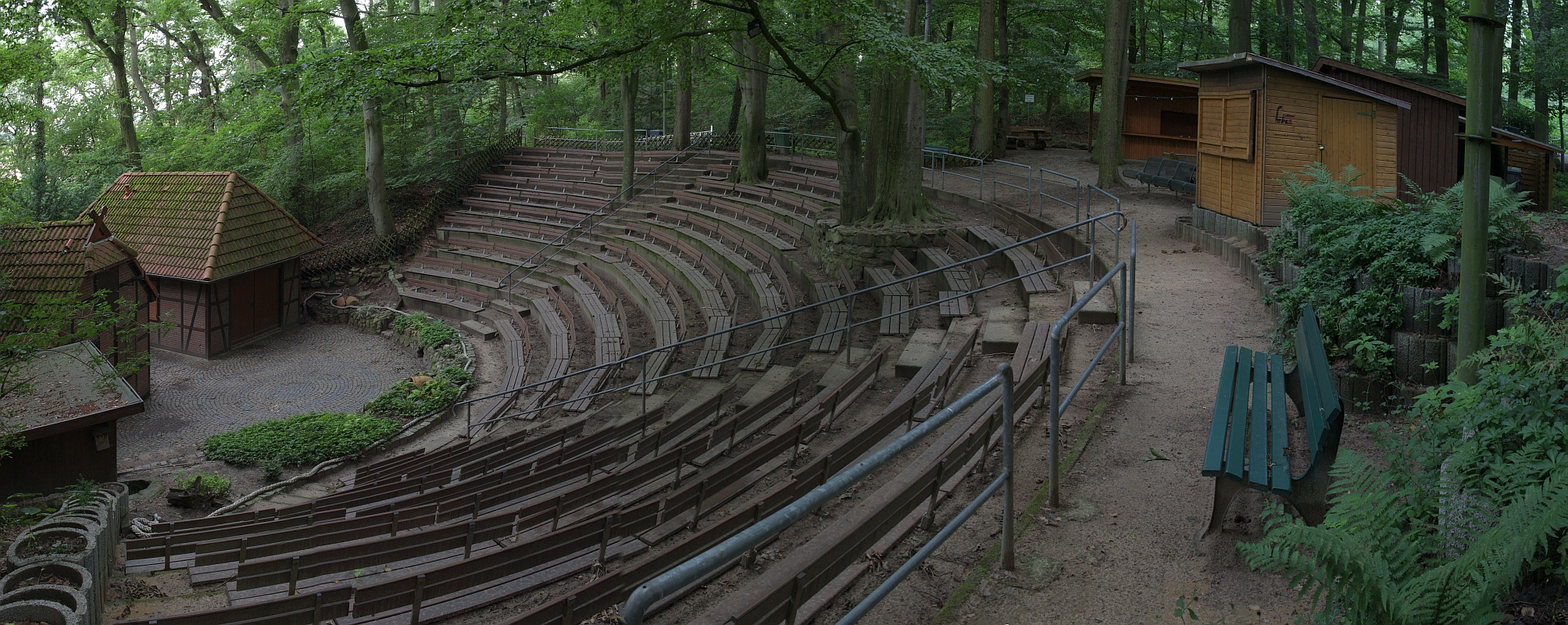
Daverden, openluchttheater in het bos (voorstellingen alleen in Nederduits dialect)
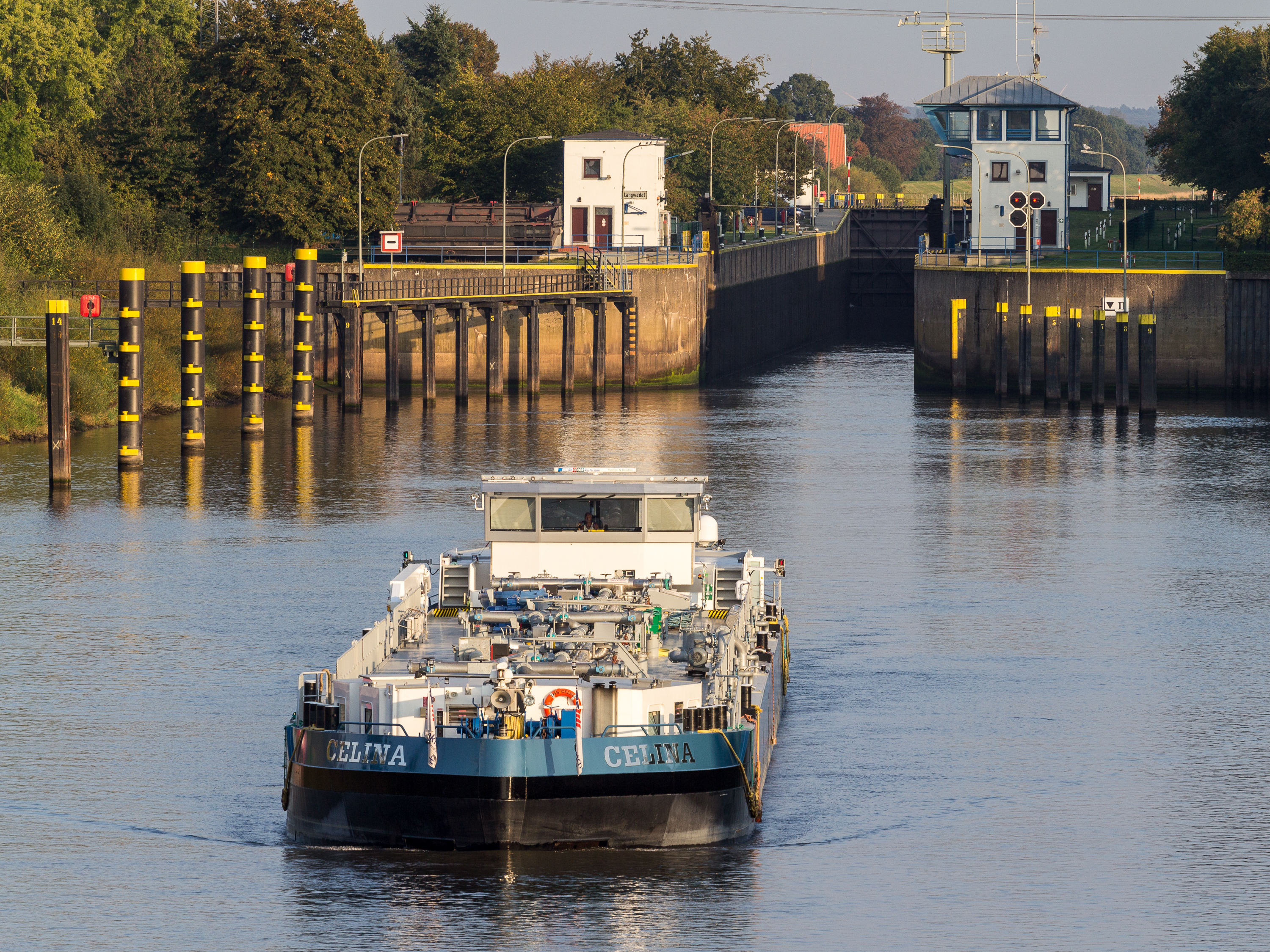
Sluis in de Wezer bij  Langwedel